# Hard Corps: Uprising
Hard Corps: Uprising és un videojoc desenvolupat per Arc System Works part de la saga Contra. és la preqüela de Contra: Hard Corps. Kenji Yamamoto, el productor, ha dit que té la intenció de convertir la saga Hard Corps en una nova franquícia de marca. El jugador prendrà el paper del Coronel Bahamut, juntament amb altres personatges principals. Konami està mirant d'afegir personatges addicionals a través de descàrrega. El joc serà llançat en el Xbox Live Arcade el 16 de febrer del 2011, i en el PlayStation Network el 15 de març del 2011.